# Darat Izza (nahija)
Nahija Darat Izza (ar. ناحية دارة عزة) je nahija u okrugu Jabal Sam'an, u sirijskoj pokrajini Alep. Površina nahije je 227,49 km2. Po popisu iz 2004. (prije rata), nahija je imala 39.540 stanovnika. Administrativno sjedište je u naselju Darat Izza.